# B-324
K-324 – radziecki myśliwski okręt podwodny z napędem jądrowym projektu 671RTM (NATO: Victor III). Budowę okrętu rozpoczęto 23 lutego 1980 roku, 7 września 1980 roku zwodowano go w Zakładzie 199 w Komsomolsku nad Amurem. Jednostka została przyjęta do służby w marynarce radzieckiej 30 grudnia 1980 roku, gdzie służył we Flocie Północnej.
W listopadzie 1983 roku operujący przy Wschodnim Wybrzeżu Stanów Zjednoczonych K-324 zaplątał się w linę anteny sonaru holowanego przez fregatę USS „McCloy” (FF-1038) typu Bronstein. Victor został następnie odholowany na Kubę w celu dokonania napraw oraz pozyskania fragmentu amerykańskiej anteny sonaru holowanego, co dla Sowietów było cenną zdobyczą wywiadowczą.